# اللغة المسكوكية
اللغة المسكوكية فرع من اللغات المسكوكية، يتكلم بها شعب المسكوكيين. يقال لها بالإنجليزية لغة «الجدول» (كريك) باختصار عبارة لغة «هنود جدول أتشيزي» (أتشيزي كريك إندينس) وهو أحد جداول نهر أكملكي [الإنجليزية] في ولاية جرجيا.